# Zakrzów (Opole)
Zakrzów (niem. Sakrau) – część Opola, ok. 1600 mieszkańców.

## Nazwa
Niegdyś miejscowość była osobną wsią – przyłączona do miasta w 1899 roku. Po raz pierwszy wzmiankowana już w 1312 r. jako Zachrow lub Zacrow. Nazwa wsi wskazuje na położenie osady za zaroślami, krzakami – "za krzem". Topograficzny podręcznik Górnego Śląska z 1865 roku notuje nazwę niemiecką jako Koniglich Sackrau podając również polską Zakrzów Krolewsky.
W 1936 władze hitlerowskie zmieniły nazwę dzielnicy na Oppeln III.

## Opis
Głównymi ulicami są ul. Budowlanych (w ciągu drogi wojewódzkiej nr 454) oraz ul. Luboszycka, dojazd autobusami MZK linii nr 10 i 21.

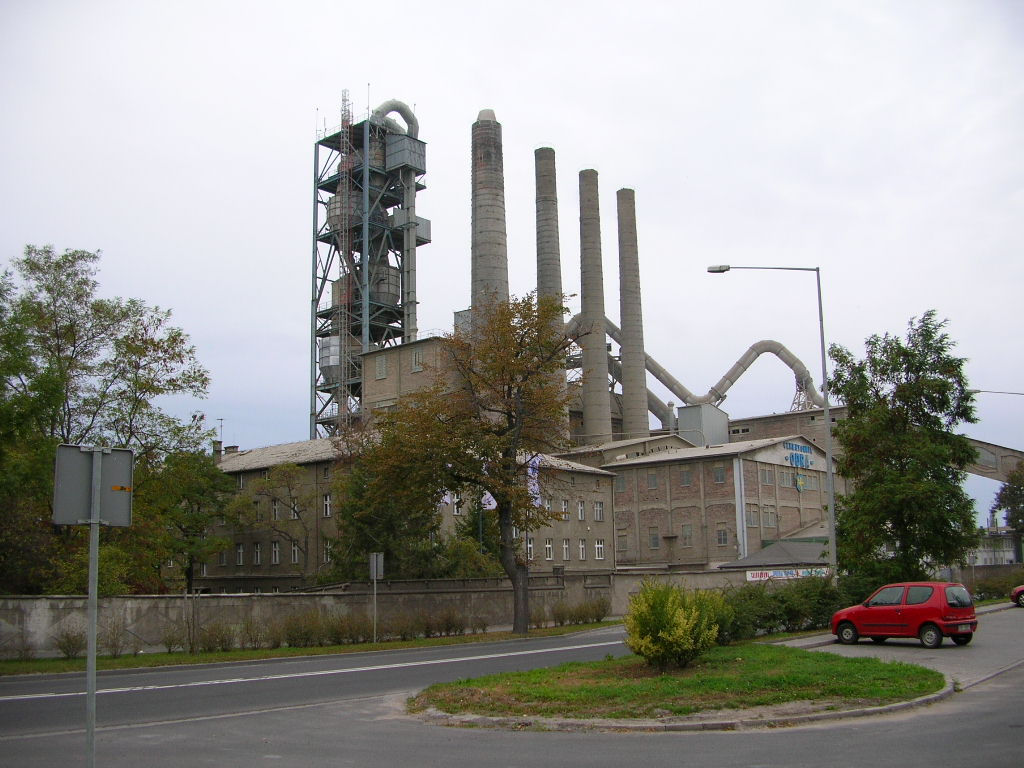
Cementownia Odra (ul. Budowlanych)

Wschodnia część Zakrzowa ma charakter głównie przemysłowy, znajdują się tu m.in. firmy transportowe (Miejski Zakład Komunikacyjny), budowlane (Bazaltex), chemiczne (Merida), a także Agroma (maszyny rolnicze) i elektrociepłownia ECO. Również tutaj zlokalizowany jest port rzeczny, obecnie nieczynny. Powszechnie uważa się, że w Zakrzowie znajduje się Cementownia Odra (jedyna działająca jeszcze w Opolu) oraz market budowlany OBI, jednak formalnie znajdują się one poza Zakrzowem.
Przy ul. Luboszyckiej zlokalizowane są ogródki działkowe, a niedaleko skrzyżowania z ul. Kępską kamionka "Silesia" – dawne wyrobisko nieistniejącej już cementowni "Silesia". Po zachodniej stronie ul. Budowlanych istnieje osiedle domków robotniczych, wybudowanych w latach 30. XX wieku, natomiast przy ul. Harcerskiej zabytkowy cmentarz. Przy ul. Budowlanych działa Szkoła Podstawowa Nr 7.